# I Don't Live Today
Pistes de Are You Experienced
Love or Confusion May This Be Love
I Don't Live Today est une chanson écrite par Jimi Hendrix et enregistrée avec son groupe, The Jimi Hendrix Experience. Elle figure sur le premier album du groupe, Are You Experienced, sorti le 12 mai 1967.

## Enregistrement
La chanson est enregistrée durant les sessions de l'album Are You Experienced. Des conflits d'emploi du temps aux Studios Olympic ont conduit le manager Chas Chandler à réserver du temps aux Studios De Lane Lea.
Là, ils ont enregistré I Don't Live Today, qui comportait un effet wah-wah réalisé manuellement, la pédale à effet n'existant pas encore à cette époque.
Une fois l'enregistrement terminé, ils effectuent un mastering provisoire en fin de journée, avant que Jimi ne réenregistre le chant plus tard aux studios Olympic.

## Analyse artistique
Cependant, le musicologue Ritchie Unterberger considère que les paroles de "I Don't Live Today" sont plus à l'aise dans un décor de rock gothique que dans le psychédélisme; il décrit la musique comme étant "jouée et chantée avec une effervescence qui dément l'obscurité des paroles". L'auteur Sean Egan a écrit que Hendrix "évoquait superbement et avec une grande économie de mots le désespoir, que ce désespoir soit celui d'un individu ou le désespoir d'une race dévastée et brutalisée". Les rythmes tribaux de la chanson ont servi de plate-forme aux improvisations innovantes de l'effet Larsen sur la guitare. En l'honneur de son héritage Cherokee, Hendrix a dédié la chanson aux Indiens d'Amérique et à d'autres groupes minoritaires.

## Reprises
- Eric Burdon a repris la chanson sur son album "Blue Haze", sorti en 2000. Il s'agit d'un album ne contenant que des reprises de Jimi Hendrix.
- En 1997, Kenny Wayne Sheppard a aussi repris la chanson sur son album "Trouble Is...".
- En 1992, le groupe Barkmarket a repris la chanson sur son album "Vegas Throat".

### Ouvrages
- Sean Egan, Jimi Hendrix and the Making of Are You Experienced, Askill, 2013, updated and expanded éd. (ISBN 978-0-9545750-5-2)
- Michael Heatley, Jimi Hendrix Gear: The Guitars, Amps & Effects that Revolutionized Rock 'n' Roll, Voyageur Press, 2009 (ISBN 978-0-7603-3639-7, lire en ligne)
- John McDermott, Ultimate Hendrix: An Illustrated Encyclopedia of Live Concerts and Sessions, BackBeat Books, 2009 (ISBN 978-0-87930-938-1, lire en ligne)
- Steven Roby, Hendrix on Hendrix: Interviews and Encounters with Jimi Hendrix, Chicago Review Press, 2012 (ISBN 978-1-61374-322-5)
- Keith Shadwick, Jimi Hendrix: Musician, Backbeat Books, 2003 (ISBN 978-0-87930-764-6, lire en ligne)
- Richie Unterberger, The Rough Guide to Jimi Hendrix, Rough Guides, 2009 (ISBN 978-1-84836-002-0, lire en ligne)